# Грефрат
Грефрат (њем. Grefrath) општина је у њемачкој савезној држави Северна Рајна-Вестфалија. Једно је од 9 општинских средишта округа Фирзен. Према процјени из 2010. у општини је живјело 15.800 становника. Посједује регионалну шифру (AGS) 5166008, NUTS (DEA1E) и LOCODE (DE GRH) код.

## Географски и демографски подаци
Грефрат се налази у савезној држави Северна Рајна-Вестфалија у округу Фирзен. Општина се налази на надморској висини од 32 метра. Површина општине износи 31,0 km². У самом мјесту је, према процјени из 2010. године, живјело 15.800 становника. Просјечна густина становништва износи 510 становника/km².

## Међународна сарадња
| Мјесто | Држава    | Врста сарадње | Од    |
| ------ | --------- | ------------- | ----- |
|        | Француска | партнерство   | 1966. |
| Извор  |           |               |       |